# Distretto di Ards
Il distretto di Ards era una delle suddivisioni amministrative dell'Irlanda del Nord, nel Regno Unito. Fu creato nel 1973 e prendeva il nome dalla Penisola di Ards. Apparteneva alla contea storica del Down.
A partire dal 1º aprile 2015 il distretto di Ards è stato unito a quello di North Down per costituire il distretto di Ards e North Down.